# Харпер (филм)
Харпер (енгл. Harper) или алтернативно Приватни детектив или Покретна мета је амерички неоноар филм сниман у Техниколору који је имао своју премијеру 1966. године и који је режиран од стране Џека Смајта. Харпер је базиран на роману Покретна мета америчко-канадског писца Роса Макдоналда којег је за екран адаптирао сценариста Вилијам Голдман.
Радња филма је смештена у шездесете године прошлог века и прати приватног детектива Луа Харпера (Пол Њуман) који је унајмљен од стране богате и препредене Илејн Сампсон (Лорен Бакол) да пронађе њеног мужа, милијардера Ралфа. Глумачку поставу још чине и Роберт Вагнер, Џули Харис, Џенет Ли, Шели Винтерс и Артур Хил.
Харпер је стилски претежно базиран на романима америчких аутора тврдокуваног детективског жанра, Рејмонда Чандлера и Дашијела Хамета. Улога Лорен Бакол у филму представља омаж улози коју је она тумачила у филму Дубоки сан који је био адаптација Чандлеровог истоименог романа.
Харпер је премијерно приказан у Лос Анђелесу у Калифорнији, 22. фебруара 1966. године. Филм је био велики комерцијални успех и лансирао је каријеру сценаристе Вилијама Голдмана. Он је 1967. године освојио награду Едгар за најбољи филмски сценарио за филм Харпер. Упркос колосалном комерцијалном успеху, Харпер је поделио критичаре и није био номинован ни за једну већу филмску награду.
Девет година касније, Њуман је обновио своју улогу Харпера у филму Базен за утапање, којег је режирао Стјурарт Розенберг.

## Радња
Лу Харпер (Пол Њуман), неуспешни приватни детектив чији брак пропада, бива унајмљен од стране богате али парализоване Илејн Сампсон (Лорен Бакол), да пронађе њеног мужа Ралфа Сампсона који је мистериозно нестао након што је његов приватни авион слетео на Аеродром Вен Најз у Лос Анђелесу. Илејн је унајмила Луа по препоруци Алберта Грејвса (Артур Хил), породичног адвоката породице Сампсон, и дугогодишњег Харперовог пријатеља у нади да ће Лу пронаћи Ралфа пре него што Ралф потроши сво богатство које Илејн потенцијално може да наследи. Ралф је, по Илејнином сведочењу о његовом карактеру, пијаница који воли да лута и да раздељује своје богатство када је пијан. Илејн наглашава да је при претходном пијанству Ралф поклонио целу планину "неком полу-голом религиозном лудаку из Лос Анђелеса". Илејн објашњава потребу да се Ралф пронађе што пре, због страха да ће Ралф пронаћи неку другу жену и њој оставити своје богатство. Након тога, Лу одлази да би започео своју истрагу.
Прихватањем истраге нестанка Ралфа Сампсона, Лу занемарује одлазак на потписивање папира за развод његовог брака са Сузан Харпер (Џенет Ли) што доводи до даљег сукоба између њих двоје.
Лу започиње истрагу испитивањем Алана Тагерта (Роберт Вагнер), приватног пилота Ралфа Сампсона и последње особе која је видела Сампсона живог, и Миранде Сампсон (Памела Тифин), Ралфове ћерке јединице. Тагерт тврди да је Сампсон изашао из авиона негде око петнаест часова и тридесет минута, након чега је са шалтера позвао Бел Ер хотел у којем је он власник бунгалоа, да би затим нестао. Тагерт и Харпер одлучују да заједно посете Алберта Грејвса. На путу до Грејвсове канцеларије, Харпер одлучује да испита Тагерта у вези Миранде, приметивши да она флертује са свима иако је још увек адолесцент. Тагерт одбија Харперову идеју да постоји романса између њега и Миранде јер он "већ има праву жену". Харпер испитује Тагерта о односу између Миранде и њеног оца, и сазнаје да је њихов однос искварен, јер је Ралф покушао да склопи брак између ње и Алберта Грејвса.
На састанку са Грејвсом, Лу сазнаје да је Ралф Сампсон полудео када је његов син преминуо у авионској несрећи и да је Тагерт Сампсону био као син. Такође, Грејвс наглашава да је био члан Канадске ваздухопловне јединице и потврђује своју опсесију Мирандом, коју Харпер не одобрава.
Миранда, Алан и Харпер одлазе заједно до Бел Ер хотела где Харпер сазнаје да је Сампсон позвао хотел и затражио лимузину али да је неколико минута касније позвао поново и отказао свој захтев. У Сампсоновом бунгалоу, Миранда покушава да заведе Харпера, али он одбија њене покушаје завођења. Истрага бунгалоа доноси са собом два закључка: да је Сампсон био опседнут хороскопом или неком другом врстом спиритуалног покрета и да је познавао старлету Феј Естабрук (Шели Винтерс) и био њен обожавалац.
Харпер проналази Феј Естабрук и заводи је, тврдећи да је окорели обожавалац са југа под именом Били Лу. Харпер одлучује да прати Феј до њене куће, не би ли сазнао још нешто о њеној конекцији са Сампсоном, али Феј, под утицајем алкохола пада у сан и оставља Харпера самог у њеној кући. Ту, Харпер пресреће позив намењен Двајту Троју (Роберт Вебер) од стране Бети Фрејли (Џули Харис), а затим налеће на Троја, Фејиног мужа, који је сумњичав у вези Харпера, али му верује да је њен обожавалац који је са њом провео ноћ. У међувремену Илејн добија писмо од Ралфа у којем захтева да она уновчи пола милиона америчких долара у обвезницама. Чувши ову информацију од Миранде и Тагерта, Харпер закључује да је Ралф отет.
Сазнавши име и локацију Тројове сараднице, Харпер одлази у "the Piano" (срп. Клавир), бар у запуштеном делу града. Бети, свирачица клавира у бару препознаје Харперов глас када он почиње да је испитује у вези Сампсона, и она позива Падлера, избацивача, да га одведе у уличицу и да га претуче. Харперов живот спашава Тагерт који удара Падлера пиштољем. Харпер се, заједно са Тагертом враћа у кућу Двајта Троја, где пресреће камион непознатог садржаја који, упркос покушајима Тагерта и Харпера да га зауставе, успева да побегне остављајући за собом јасне и јединствене трагове.
Следећег дана, Харпер и Миранда одлазе на планину коју је Сампсон поклонио, и ту упознају Клода (Стротер Мартин), екцентричног религијског вођу. На планини, такође, Харпер проналази трагове камиона који су идентични онима које је оставио камион са којим се сукобио ноћ раније. По повратку са планине, Харпер проналази поруку за откуп која наглашава место и локацију за достављање новца Ралфовим отмичарима. Харпер шаље Тагерта и Грејвса да доставе новац потенцијалном отмичару, али се размена изјалови и човек задужен за преузимање новца од Тагерта и Грејвса бива убијен, а новац је однесен од стране особе у белом кадилаку. На телу отмичара, Харпер проналази кутију шибица која га упућује у кафану "the Corner" (срп. Угао). У кафани, Харпер сазнаје да се отмичар звао Еди и да је три дана пре његовог убиства звао некога у Лас Вегасу. При повратку из кафане, Харпер примећује Падлера како вози камион сличан оном којег је видео у дворишту Двајтове куће и одлучује да га прати. Њихова потера се завршава на планини коју је Сампсон поклонио Клоду.
На планини, Харпер открива да је планина служила за илегално кријумчарење Мексиканаца, којим су се бавили Двајт Трој и Ралф Сампсон. У разговору са Харпером, Трој сазнаје да је Еди мртав и да је новац узела особа са белим кадилаком, и закључује да је Едијев партнер била Бети Фрејли. Трој одлази да се суочи са Бети, а Падлер одводи Харпера на луку где ће остати заточен док Трој не изда нова наређења. На луци, Харпер успева да побегне из уточишта, а затим и да убије Падлера.
Харпер се те вечери враћа својој жени Сузен и са њом проводи ноћ, али следећег јутра упркос њеним молбама да остане, он одлази поново на посао, и тиме окончава њихов брак. Тог истог јутра, Харпер одлази назад у вилу породице Сампсон где оптужује Алана Тагерта да је киднаповао Сампсона са Бети Фрејли и Едијем, као и да је био непознати број у Лас Вегасу са којим је комуницирао Еди и глас који је отказао лимузину за Бел Ер уместо Сампсона. Тагерт у почетку одбија ове оптужбе, али касније пуца под притиском и покушава да убије Харпера, али га у последњем тренутку убија Грејвс, и тиме спасава Харперов живот.
Харперова истрага се наставља, он одлази у Кесл Бич (енг. Castle Beach) којег је споменуо Тагерт пре него што је био убијен. У кућици близу океана, Харпер проналази Троја, Клода и Феј Естабрук како муче Бети не би ли сазнали локацију новца. Бети не успева да издржи тортуру и одаје локацију новца, а у том тренутку Харпер упада у кућицу, убија Троја, нокаутира Клода и затвара Феј у ормар. Бети сазнаје од Харпера да је Тагерт мртав и одаје му локацију на којој је Сампсон сакривен - усамљени нафтни танкер на обали Санта Терезе. У танкеру, Харпер проналази Сампсоново тело, али бива нокаутиран са леђа. Грејвс проналази Харпера онесвешћеног и обавештава га да је "четврти отмичар" вероватно украо Харперова кола и да бежи са Бети. После неког времена, Харпер и Грејвс успевају да сустигну Бети у Харперовим колима, али она губи контролу над својим возилом и пада са литице у своју смрт.
У епилогу филма, Харпер, заједно са Грејвсом одлази по новац и на путу до Сампсонове виле открива Грејвсу да зна да је он четврти отмичар и да је мотивација била његова опсесија Мирандом. Харпер даје Грејвсу могућност да га упуца у леђа док он буде ишао ка вратима Сампсонове виле, иначе ће Харпер позвати полицију и открити да је Алберт четврти отмичар. На крају, Грејвс не може да натера себе да убије Харпера, а Харпер не може да натера себе да уђе у кућу и да откуца Алберта те подиже руке и говори "Е, дођавола!"

## Улоге

### Кастинг
При бирању глумца који би тумачио главног јунака, Голдманов први избор био је глумац и певач Френк Синатра који је из недефинисаних разлога одбио ову улогу. Након Синатре улога је понуђена Полу Њуману који је желео да сними "савремени" филм након улоге коју је имао у историјској комедији Дама Л. Иако је лик Ралфа Сампсона кључан у главној мистерији радње филма, Сампсон се појављује само у једној сцени и глумац који га тумачи није наведен на крају филма.

#### Главне улоге
- Пол Њуман - Лу Харпер
- Лорен Бакол - Илејн Сампсон
- Памела Тифин - Миранда Сампсон
- Џенет Ли - Сузен Харпер
- Роберт Вагнер - Алан Тагерт
- Џули Харис - Бети Фрејли
- Артур Хил - Алберт Грејвс

#### Споредне улоге
- Роберт Вебер - Двајт Трој
- Шели Винтерс - Феј Естабрук
- Харолд Гулд - Шериф Спанер
- Рој Џенсон - Падлер
- Стротер Мартин - Клод

## Настанак
Пре настанка филма Харпер Голдман је претежно био познат као романописац, његов једини екранизовани сценарио, Маскарада, био је критички и комерцијални неуспех. Када је продуцент Елиот Кастнер купио права да сними филм базиран на Голдмановом роману "Boys and Girls Together" изразио је жељу да креира филм "са мудима" након што је видео успех вестерн филма Професионалци. Голдман је препоручио Кастнеру да адаптирају књигу из серијала романа о Лу Арчеру које је написао Рос Макдоналд. Кастнер је Голдману понудио осамдесет хиљада америчких долара (прилагођено инфлацији данас ова цифра износи скоро седамсто хиљада долара) за адаптацију романа Покретна мета што је Голдман прихватио.
Највећа разлика између филма и романа на којем је он базиран је име главног лика, које је из изворног Лу Арчер претворено у Лу Харпер. Ова промена је настала јер је студио задужен за добијање лиценце на име купио лиценцу само за први роман који је Макдоналд написао, а не на цело Лу Арчер име које је било део серијала романа. У интервјуу са Џонијем Карсоном за The Tonight Show, Џоана Вудвард, жена Пола Њумана, поделила је анегдоту у којој је Њуман тражио да се име главног лика промени у нешто "што почиње са словом 'Х'" да би се слагало са његовим ранијим филмовима Хазардер (1961) и Хад (1963) који су му донели много успеха. Вилијам Голдман је у биографији Роса Макдоналда тврдио да је он креирао име Харпер и рекао је о анегдоти Џоане Вудвард: "Ако знате ишта о Холивуду, знате да је све измишљотина."